# 塞尔维亚铁路
塞尔维亚铁路（羅馬化：Železnice Srbije）是塞尔维亚的铁路公司。塞尔维亚铁路是国际铁路联盟(UIC)成员。

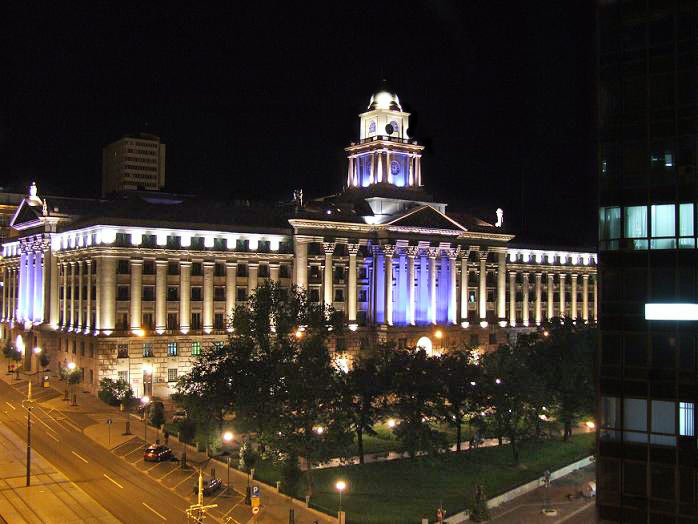
塞尔维亚铁路总部

## 图库

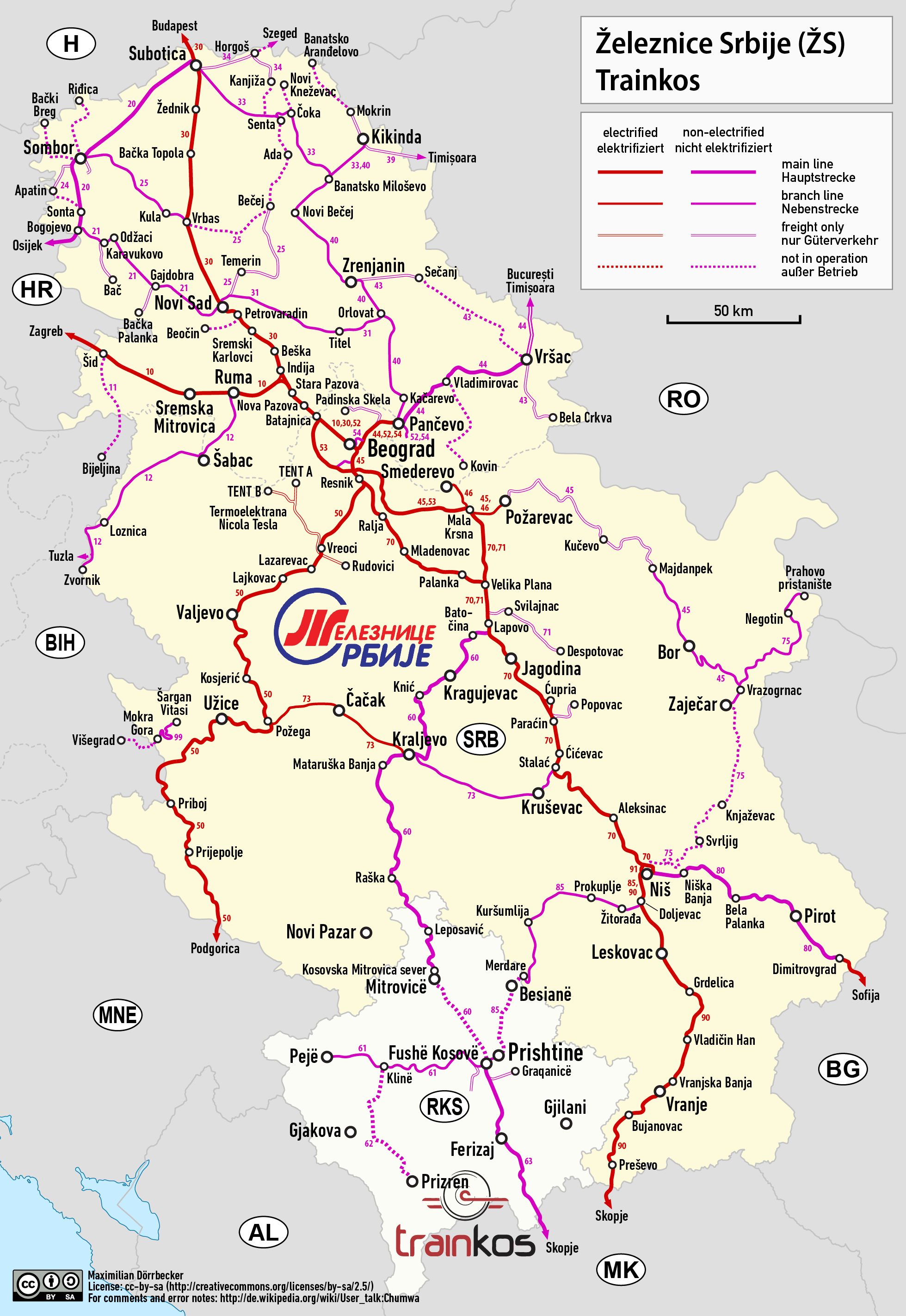
塞尔维亚铁路线路图
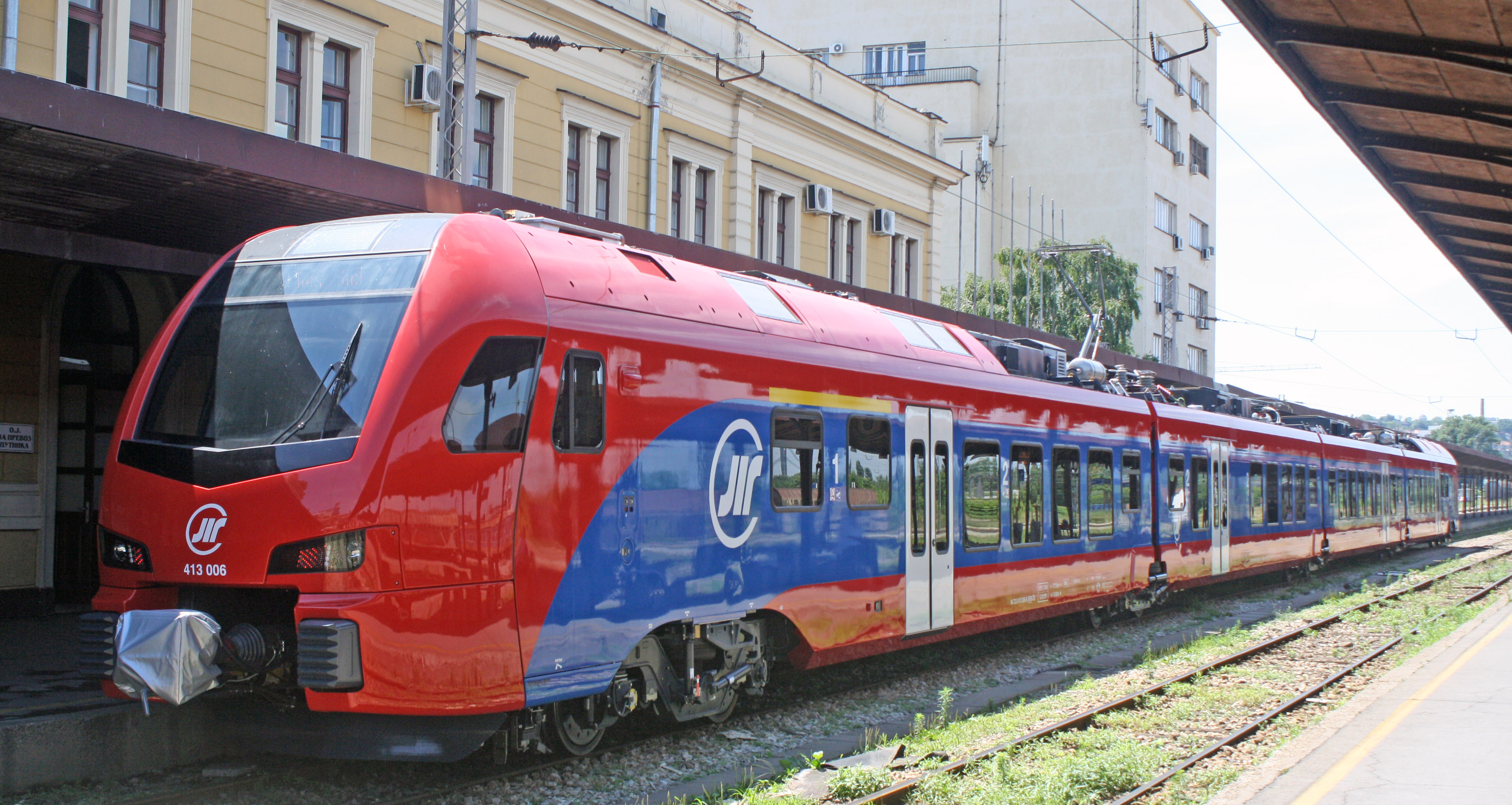
施泰德FLIRT
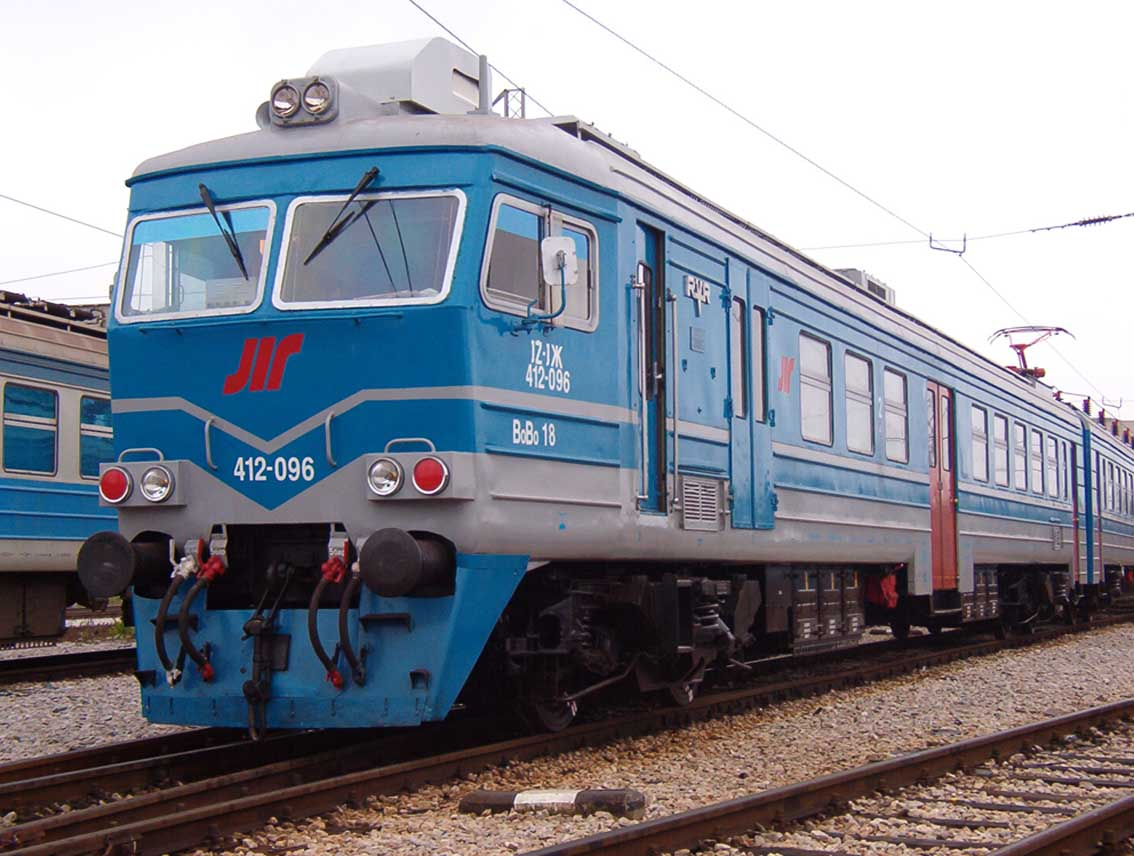
塞尔维亚铁路412型 电力动车组
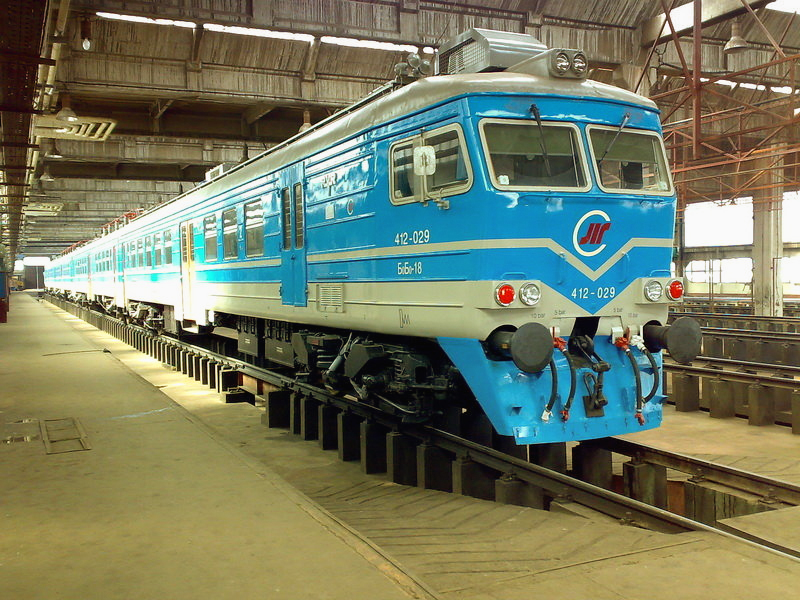
412型 电力动车组
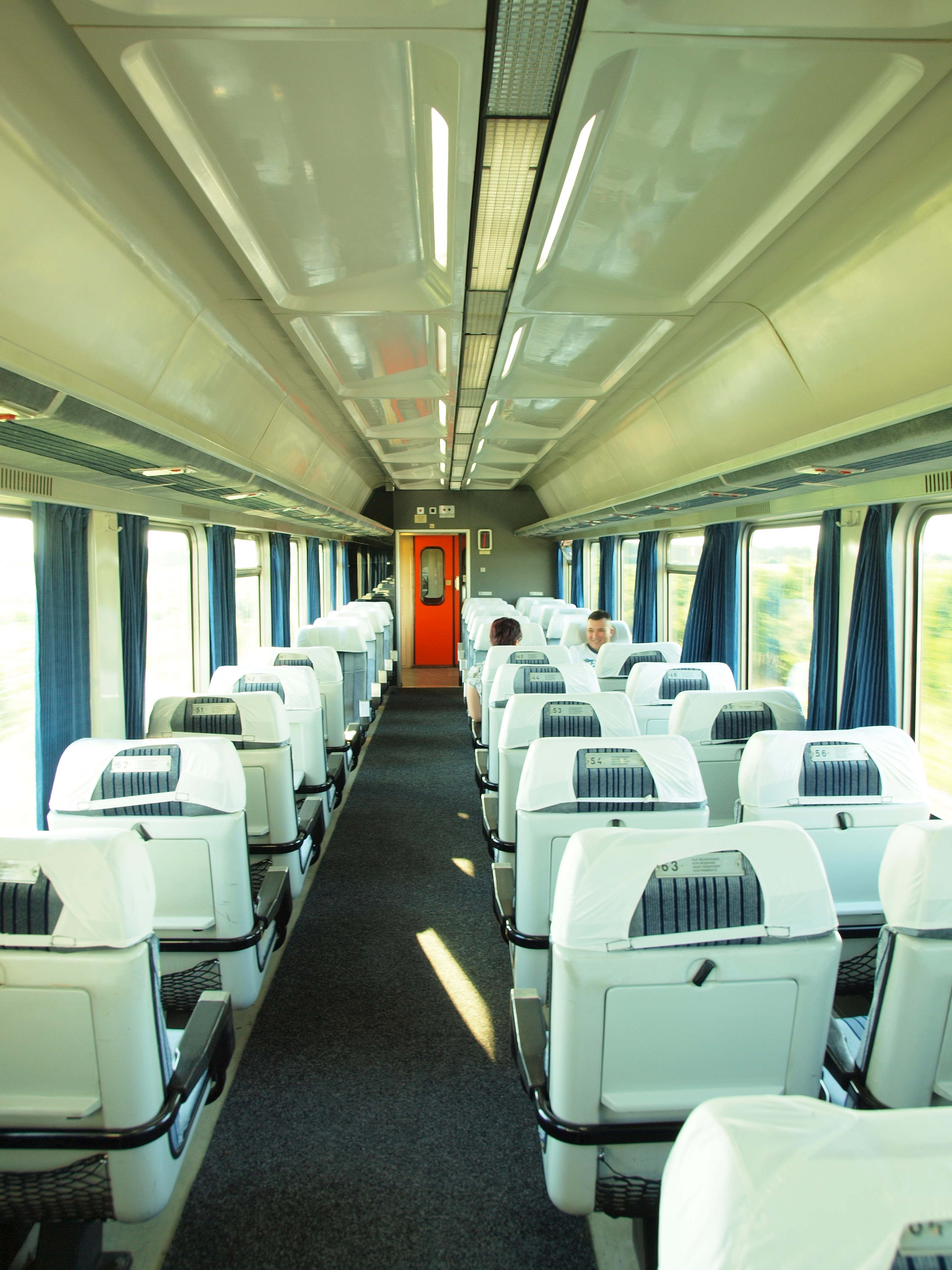
塞尔维亚铁路旅客列车内部
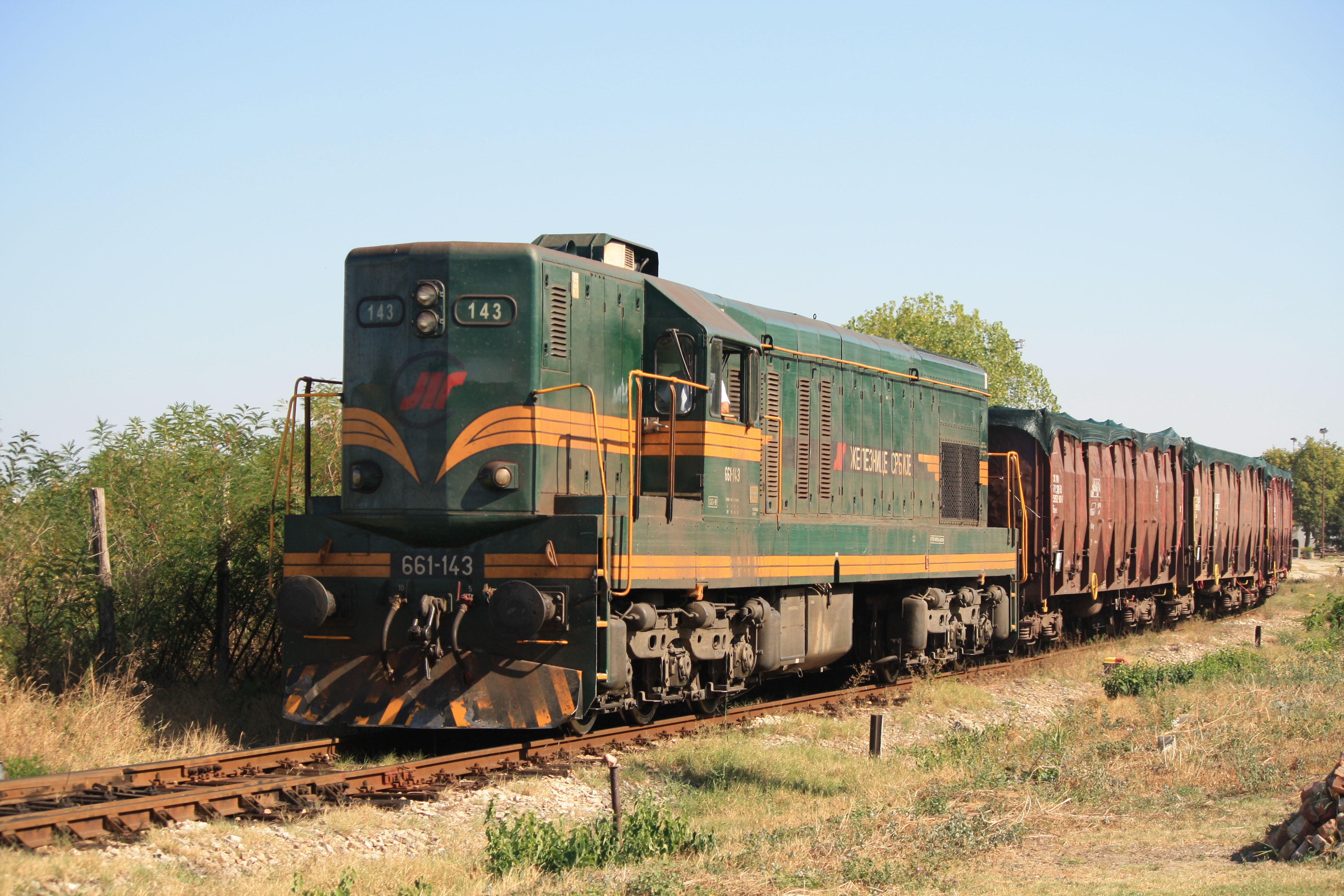
塞尔维亚铁路661型机车

## 链接
- 塞尔维亚铁路 （页面存档备份，存于）
- Clip about the Belgrade railway hub and Beovoz commuter network （页面存档备份，存于）
- Clip about the new central railway station （页面存档备份，存于）
- Serbian Rail Map (passenger lines)